# Perissopneumon phyllanthi
Perissopneumon phyllanthi är en insektsart som först beskrevs av Green 1923.  Perissopneumon phyllanthi ingår i släktet Perissopneumon och familjen pärlsköldlöss. Inga underarter finns listade i Catalogue of Life.